# 朱立安·巴吉尼
朱立安·巴吉尼（Julian Baggini，1968年—），英國哲普作家，倫敦大學學院哲學博士。定期為《衛報》、《獨立報》、《泰晤士報》等報刊撰稿，以及為英國廣播公司第四台發聲。曾出版多部哲學普及著作，寫作特色是其作品和真實世界的互動。

## 作品
- 《自願被吃的豬：100個讓人想破頭的哲學問題》（The Pig that Wants to be Eaten and 99 other thought experiments）
- 《哲學家在想什麼》（與傑瑞米·史坦葛倫（英语：Jeremy Stangroom）合著，What Philosophers Think）
- 《新聞挖挖挖：頭條新聞背後的哲學思索》（Making Sense: Philosophy Behind the Headlines）
- 《你以為你以為的就是你以為的嗎？12道檢測思考清晰度的哲學闖關遊戲》（與傑瑞米·史坦葛倫（英语：Jeremy Stangroom）合著，Do You Think What You Think You Think?: The Ultimate Philosophical Quiz Book）
- 《哲學家的工具箱：一本教你如何有效思考的技術手冊》（與彼得·佛索（英语：Peter S. Fosl）合著，The Philosopher's Toolkit: A Compendium of Philosophical Concepts and Methods）
- 《我們為什麼要活著？尋找生命意義的11堂哲學必修課》（What's It All about? Philosophy and the meaning of life）
- 《一把鑰匙，走進哲學》（Philosophy: Key Themes）
- 《只有這本！必讀的西方五大哲學家經典》（Philosophy: Key Texts）
- 《鴨子中了大樂透》（The Duck That Won the Lottery: And 99 Other Bad Arguments）
- 《吃的美德：餐桌上的哲學思考》（The Virtues of the Table）
- 《你以為你的選擇，真的是你的選擇？》（Freedom regained:The possibility of free will）
- 《當亞里斯多德遇上佛洛伊德：哲學家與心理師的人生小客廳》（與安東尼雅·麥卡洛（英语：Antonia Macaro）合著，The Shrink and the Sage: A Guide to Living）
- 《如果沒有上帝，想做什麼都可以？：20個倫理學大哉問》（Ethics：The Big Questions）
- 《世界是這樣思考的︰寫給所有人的全球哲學巡禮》（How the World Thinks: A Global History of Philosophy）

## 外部連結
- Julian Baggini's Blog